# Чемпионат мира по волейболу среди женских клубных команд 1994
3-й чемпионат мира по волейболу среди женских клубных команд прошёл с 22 по 27 ноября 1994 года в Озаску (Бразилия) с участием 6 команд. Чемпионский титул выиграла «Лейте де Моса» (Сорокаба, Бразилия).

## Команды-участницы
«Латте Руджада» (Матера, Италия) — победитель Кубка европейских чемпионов 1993;
 «Уралочка» (Екатеринбург, Россия) — победитель Кубка европейских чемпионов 1994;
 «Лейте де Моса» (Сорокаба, Бразилия) — победитель Кубка южноамериканских чемпионов 1993;
 БКН (Гуаружа-ду-Сул, Бразилия) — победитель Кубка южноамериканских чемпионов 1994;
 «Камагуэй» (Камагуэй, Куба) — победитель Кубка чемпионов   NORCECA 1994;
 «Экоклеар» (Сумираго, Италия) — по приглашению организаторов.

## Система проведения чемпионата
6 команд-участниц на предварительном этапе были разбиты на две группы. 4 команды (по две лучшие из групп) вышли в плей-офф и по системе с выбыванием определили призёров чемпионата.

## Предварительный этап

### Группа A
| М | Команда         | 1   | 2   | 3   | И | В | П | С/П | О |
| - | --------------- | --- | --- | --- | - | - | - | --- | - |
| 1 | «Лейте де Моса» |     | 3:0 | 3:0 | 2 | 2 | 0 | 6:0 | 4 |
| 2 | «Латте Руджада» | 0:3 |     | 3:1 | 2 | 1 | 1 | 3:4 | 3 |
| 3 | «Камагуэй»      | 0:3 | 1:3 |     | 2 | 0 | 2 | 1:6 | 2 |

22 ноября: «Лейте де Моса» — «Камагуэй» 3:0 (15:9, 15:6, 15:3).
23 ноября: «Латте Руджада» — «Камагуэй» 3:1 (14:16, 15:6, 15:8, 15:13).
24 ноября: «Лейте де Моса» — «Латте Руджада» 3:0 (15:7, 15:6, 15:6).

### Группа В
| М | Команда    | 1   | 2   | 3   | И | В | П | С/П | О |
| - | ---------- | --- | --- | --- | - | - | - | --- | - |
| 1 | «Уралочка» |     | 3:1 | 3:1 | 2 | 2 | 0 | 6:2 | 4 |
| 2 | БКН        | 1:3 |     | 3:0 | 2 | 1 | 1 | 4:3 | 3 |
| 3 | «Экоклеар» | 1:3 | 0:3 |     | 2 | 0 | 2 | 1:6 | 2 |

22 ноября: БКН — «Экоклеар» 3:0 (15:2, 15:12, 15:2).
23 ноября: «Уралочка» — БКН 3:1 (15:10, 17:15, 4:15, 15:6).
24 ноября: «Уралочка» — «Экоклеар» 3:1 (11:15, 15:12, 15:11, 15:8).

## Плей-офф

### Полуфинал
26 ноября
 «Латте Руджада» —  «Уралочка»
3:0 (15:3, 15:11, 15:6).
 «Лейте де Моса» —  БКН  
3:0 (15:3, 15:8, 15:3).

### Матч за 3-е место
27 ноября
 БКН —  «Уралочка» 
3:2 (15:2, 15:9, 10:15, 9:15, 15:11).

### Финал
27 ноября
 «Лейте де Моса» —  «Латте Руджада» 
3:0 (15:2, 15:4, 15:8).

## Итоги

### Положение команд
| «Лейте де Моса» (Сорокаба)   |
| «Латте Руджада» (Матера)     |
| БКН (Гуаружа-ду-Сул)         |
| 4. «Уралочка» (Екатеринбург) |
| 5—6. «Экоклеар» (Сумираго)   |
| 5—6. «Камагуэй» (Камагуэй)   |

### Призёры
«Лейте де Моса» (Сорокаба): Ана Мозер Ана Паула Мендес, Денизе Соуза, Ана Маргарида Алварес (Ида), Рикарда Лима, Фернанда Вентурини, Дирсе Апаресида Ферраресса ди Лара, Ана Клаудия Рамос, Жосиан Грюневальд, Мария Герест дос Сантус, Симоне Сторм, Керли Пайва дос Сантус, Жанайна дос Анжос Миранда. Главный тренер — Сержио Негран.
  «Латте Руджада» (Матера).
  БКН (Гуаружа-ду-Сул).